# Peter Struger
Peter Struger (* 19. März 1982 in Egg) ist ein ehemaliger österreichischer Skirennläufer. Er feierte seine größten Erfolge in der Disziplin Super-G.

## Biografie
Struger maturierte am Skigymnasium Stams, startet für den SC Arnoldstein und wurde 1999 in den ÖSV-Kader aufgenommen. Sein erstes FIS-Rennen bestritt er im November 1997. Bei Juniorenweltmeisterschaften konnte er sowohl im Jahr 2001 als auch 2002 die Silbermedaille im Super-G gewinnen. Im Europacup ging Struger erstmals im März 2000 an den Start und konnte zwei Siege verbuchen. Die Saison 2006/07 war dabei die erfolgreichste: Er konnte die EC-Gesamtwertung für sich entscheiden, belegte in der Super-G-Disziplinenwertung Platz 3 und in der Riesenslalom-Disziplinenwertung Rang 4. Im folgenden Jahr wurde er Gesamt-Sechster und sicherte sich den dritten Rang in der Abfahrts-Disziplinenwertung. 
Im Weltcup war Struger erstmals im Dezember 2004 am Start, das nächste Mal erst wieder zwei Jahre später. Die großen Erfolge blieben ihm verwehrt, sein bestes Resultat ist ein 28. Rang im Super-G von Beaver Creek am 3. Dezember 2007. Nach der Saison 2008/09 verlor er die ÖSV-Kaderzugehörigkeit und im Sommer 2009 beendete er seine Karriere.

## Erfolge

### Weltcup
- 2 Platzierungen unter den besten 30

### Europacup
- Saison 2005/06: 2. Kombinationswertung, 7. Abfahrtswertung
- Saison 2006/07: 1. Gesamtwertung, 3. Super-G-Wertung, 4. Riesenslalomwertung
- Saison 2007/08: 6. Gesamtwertung, 3. Abfahrtswertung, 6. Kombinationswertung
- 12 Podestplätze, davon 2 Siege:

| Datum             | Ort        | Land       | Disziplin    |
| ----------------- | ---------- | ---------- | ------------ |
| 28. November 2006 | Levi       | Finnland   | Riesenslalom |
| 20. Dezember 2007 | Zauchensee | Österreich | Abfahrt      |

### Juniorenweltmeisterschaften
- Verbier 2001: 2. Super-G, 6. Abfahrt, 10. Riesenslalom
- Tarvisio 2002: 2. Super-G, 6. Kombination, 14. Abfahrt, 15. Slalom

### Weitere Erfolge
- 6 Siege in FIS-Rennen (4× Riesenslalom, 2× Super-G)